# Negima!?
Negima!? (jap. ネギま!?) – alternatywna wersja wcześniejszej serii mangi i anime Magister Negi Magi. Anime było na antenie od 4 października 2006 do 28 marca 2007 w Japonii. 
Wydano także tę historię w wersji komiksowej, której autorem jest mangi Takuya Fujima i wydawana jest pod tytułem Negima!? neo. 

## Opis fabuły
Ponuro ciemna opowieść spadła na dziesięcioletniego Negi Springfielda i klasę trzecią A. Rok wcześniej Negi przybył do Mahora, a później do Mahory przybyło dwóch przedstawicieli z Akademii Magii z wieściami o zniknięciu mistycznego artefaktu zwanego „Kryształowa Gwiazda”. Kryształowa Gwiazda posiada moc której nie może kontrolować nawet Mistrza Tysiąca. Nawet jeśli powód zniknięcia Kryształowej Gwiazdy jest tajemniczy, moce artefaktu zaczynają otaczać Negiego i inne uczennice. Po raz pierwszy atak pochodzi od tajemniczej małej kwiatowej wróżki, która przenosi Negiego (i wszystkich wokół niego) do innego wymiaru, gdzie dziwne istoty powodują zamęt w kierunku jakimkolwiek oni wybiorą. Wróżka zawładnęła kilkoma uczennicami z jego klasy i skierowała je przeciwko niemu. Zmieniając swoją mocą otoczenie.
Pomimo że Negi po raz pierwszy zmuszony jest walczyć sam przeciwko niebezpieczeństwu u boku nauczyciela Takamichi Tahahata, także ma pomoc od swojej uczennicy Asuna Kagurazaki, która stała się jego partnerem w czasie zeszłorocznego ataku wampirzycy i jego uczennicy Evangeline A.K. Mcdowell. Używając swojej magii, przywołuje w obrębie jej siłę z „Neo-Pactio”, która pozwala jej używać jedną trzech przypadkowych przemian pomagając mu w walce z niebezpieczeństwami Kryształowej Gwiazdy. Powoli, inne uczennice z klasy dołączają do Negiego i Asuny, mających „z lekka bezużyteczne rady” od dwóch magicznych doradców. Na dodatek pojawia się tajemnicza postać „Baron Czarnej Róży”. Dochodzi do tego, że partnerami Negiego zostają wszystkie dziewczyny w klasie. Negi i jego klasa muszą ciągle walczyć o życie i odkryć, kto stoi za zniknięciem Kryształowej Gwiazdy.

## Personel
- Reżyser: Akiyuki Shinbo
- Scenograf: Kenichi Kanemaki
- Muzyka: Kei Haneoka
- Charakteryzacja: Kazuhiro Ota
- Dyrektor artystyczny: Megumi Kato
- Szef ds Animacji: Minoru Mihara
- Zdjęcia: Shinichiro Eto
- Producent Animacji: Mitsutoshi Kubota
- Produkcja Animacji: GANSIS, SHAFT
- Prezenter: TV Tokyo
- Muzyka: Starchild Records
- Dystrybucja: Kanto Magic Society, TV Tokyo